# كفر ميت العبسي
كفر ميت العبسي إحدى قرى مركز قويسنا التابع لمحافظة المنوفية في جمهورية مصر العربية، ويحدها قرى ميت العبسي وميت برة وشبرا بخوم

## السكان
بلغ عدد سكان كفر ميت العبسي 4,365 نسمة، حسب الإحصاء الرسمي لعام 2006.